# Hormiphora octoptera
Hormiphora octoptera är en kammanetart som först beskrevs av Mertens 1833.  Hormiphora octoptera ingår i släktet Hormiphora och familjen Pleurobrachiidae. Inga underarter finns listade i Catalogue of Life.